# Долженко Марина Миколаївна
Долже́нко Мари́на Микола́ївна  — доктор медичних наук, професор, завідувач кафедри кардіології Національної медичної академії післядипломної освіти ім. П. Л. Шупика, заслужений лікар України.

## Біографічні відомості
Народилася у м. Запоріжжя. У 1981 році закінчила Запорізький медичний інститут з дипломом з відзнакою. Навчання в інтернатурі на базі Запорізької обласної лікарі, після чого до 1986 року виконувала обов'язки лікаря-ординатора в терапевтичному відділенні 9-ї клінічної лікарні м. Запоріжжя. З 1986—1991 рік працювала на кафедрах клінічної фармакології та фармакології Запорізького медичного інституту, після чого була обрана за конкурсом на посаду асистента кафедри факультетської терапії даного вишу. 1996—1999 рр. навчання у докторантурі «Українського інституту кардіології імені М. Д. Стражеско». З 2000 року працювала доцентом кафедри кардіології та функціональної діагностики Національної медичної академії післядипломної освіти імені П. Л. Шупика. 2006 рік — обрана на посаду професора кафедри кардіології та функціональної діагностики, 2011 рік — призначена в.о.завідувача кафедри кардіології та функціональної діагностики, 2012 рік — обрана за конкурсом завідувачем кафедри кардіології та функціональної діагностики. 2014 рік — у зв'язку зі зміною назви кафедри на кафедру «Кардіологія» — завідувач кафедри кардіологія НМАПО імені П. Л. Шупика.
Долженко М. М. є четвертим поколінням лікарів у родині. Так, прадід архієпіскоп Феодосій (Федор Назаров) вивчав медицину у Великій Британії та лікував хворих у Іллінському скиті на горі Афон (Греція) та м. Одесі, дід Березовський К. І. –хірург, викладач Донецького медичного інституту, загинув на фронті у 1940 році, бабуся — Березовська Ф. І. – фтізіатр, у післявоєнні роки працювала головним лікарем Запорізького обласного туберкульозного диспансеру, мати — Долженко З. К. — кардіолог, асистент Запорізького медичного інституту, сестра Долженко О. М. — лікар-ендокринолог.

## Освіта
Запорізький медичний інституту, лікувальний факультет, спеціальність лікувальна справа. Вчителі: професор Безбородько Борис Миколайович, професор Тішкін Володимир Сергійович, член-кор. НАМНУ, професор Бобров Володимир Олексійович.

### Захист дисертаційних робіт
1992 — захист дисертації для присвоєння наукового ступеня кандидата мед. наук на тему: «Метаболічна терапія дрібновогнищевий інфаркту міокарда» за спеціальністю кардіологія 14.01.11. Керівник професор Безбородько Б. М., науковий консультант професор Тішкін В. С.
2003 — захист дисертації для присвоєння наукового ступеня доктора мед. наук на тему: «Постінфарктна ішемія міокарду: механізми розвитку, діагностика, лікування, прогноз» за спеціальністю кардіологія 14.01.11. Науковий консультант член-кор. НАМНУ, професор Бобров В. О.

### Лікувальна і наукова діяльність
Сфера наукових інтересів: кардіологія, внутрішні хвороби, клінічна фармакологія. Має більш 300 друкованих праць.

## Патенти
1. Патент на корисну модель № 88081 «Спосіб удосконалення медикаментозного лікування пацієнтів після аорто-коронарного шунтування з урахуванням гендерних особливостей» М. М. Долженко, С. В. Поташев, Ю. О. Лучинська, А. Ю. Круглова, Л. Є. Лобач
2. Патент на корисну модель № 88080 «Спосіб медикаментозного лікування хворих після аорто-коронарного шунтування для попередження стенозів шунтів» М. М. Долженко, С. В. Поташев, Ю. О. Лучинська, А. Ю. Круглова, Л. Є. Лобач
3. Патент на корисну модель № 88082 «Спосіб удосконалення медикаментозного лікування хворих після аорто-коронарного шунтування» М. М. Долженко, С. В. Поташев, Ю. О. Лучинська, А. Ю. Круглова, Л. Є. Лобач
4. Патент № 54984, МПК А61К 33/00. «Спосіб лікування хворих із серцевою недостатністю внаслідок ішемічної хвороби серця на фоні неалкогольної жирової хвороби печінки» М. М. Долженко, Л. І. Конопляник, А. Я. Базилевич, Ю. В. Лимарь
5. Патент № 54986, МПК А61К 33/00. «Спосіб лікування хворих на ішемічну хворобу серця на фоні неалкогольної жирової хвороби печінки» В. О. Бобров, М. М. Долженко, Л. І. Конопляник, А. Я. Базилевич, Ю. В. Лимарь.

## Перелік ключових публікацій
1. EUROASPIRE IV: A European Society of Cardiology survey on the lifestyle, risk factor and therapeutic management of coronary patients from 24 European countries Screening for dysglycaemia in patients with coronary artery disease as reflected by fasting glucose, oral glucose tolerance test, and HbA1c: a report from EUROASPIRE IV—a survey from the European Society of Cardiology. K Kotseva, D Wood, D De Bacquer…M.Dolzhenko
2. Patients with coronary artery disease and diabetes need improved management: a report from the EUROASPIRE IV survey: a registry from the EuroObservational Research Programme of the European Society of Cardiology. V Gyberg, D Bacquer, G Backer…M.Dolzhenko
3. Депрессивные и тревожные расстройства при сердечно-сосудистых заболеваниях. М.Долженко.
4. EUROASPIRE Investigators. EUROASPIRE IV: a European Society of Cardiology survey on the lifestyle, risk factor and therapeutic management of coronary patients from 24 European countries. K Kotseva, D Wood, D De Bacquer…M.Dolzhenko
5. Lifestyle and risk factor management in people at high risk of cardiovascular disease. A report from the European Society of Cardiology European Action on Secondary and Primary Prevention by Intervention to Reduce Events (EUROASPIRE) IV cross-sectional survey in 14 European regions.K Kotseva, D De Bacquer, G De Backer…М.Dolzhenko
6. Пациент с ишемической болезнью сердца и хроническим сиеатогепатитом: как проводить гиполипидемическую коррекцию? М.Долженко
7. Вплив неалкогольної жирової хвороби печінки на перебіг ішемічної хвороби серця за даними дворічного спостереження] М. М. Долженко, А. Я. Базилевич, Н. М. Носенко
8. Left ventricle diastolic function in the patients after coronary arteries bypass graft combined with left ventricle aneurismectomy according to tissue doppler imaging: one year follow-up. MN Dolzhenko, SA Rudenko, SV Potashev, TV Simagina, NN Nosenko
9. Психокардиология: применение анксиолитиков в лечении сердечно-сосудистых заболеваний. МН Долженко
10. Взаимосвязь депрессивных и тревожных расстройств с сердечно-сосудистой патологией. МН Долженко
11. Острый коронарный синдром с подъемом сегмента ST у лиц старших возрастных групп. МН Долженко
12. Острый коронарный синдром: лечение диабетической дислипидемии методом энтеросорбции. МН Долженко
13. Аневризма левого желудочка: дефиниции, механизмы формирования, диагностика, показания к операции, прогноз. М. Н. Долженко.

## Міжнародна співпраця
Національний координатор EUROASPIRE IV та V: hospital line, primary care. Обрана Senior Fallow of New Westmister College, Canada. Співпраця з Imperial College of London, member of ESC, councils member of ESCCP.